# スベルドラップ
スベルドラップ（sverdrup、記号: Sv）は、体積流量の単位である。特に海洋学において海流の流量の計量に用いられる。その名前は海洋学の先駆者・ハラルド・スヴェルドラップに因む。単位記号のSvは、国際単位系(SI)のシーベルトの記号と同じである。
1スベルドラップは 106 m3/s（1 GL/s）と定義される。断面積 106 m2（例えば水深 1000 m、幅 1000 m）の海域を流速 1 m/s で通過する海流の流量は1スベルドラップである。

## 例
近年の研究では、メキシコ湾流の流量は、その源のフロリダ海流では 30 Sv であるが、次第に流量を増し、西経55度では最大の 150 Sv まで増加することがわかっている。
平均的な浴槽はおよそ 0.18 m3 の容量があるが、1 Sv は1秒あたり浴槽約500万杯の容量が流れるということになる。メキシコ湾流の最大流量は浴槽約8億杯である。